# Ritzing (Francja)
Ritzing – miejscowość i dawna gmina we Francji, w regionie Grand Est, w departamencie Mozela. W 2013 roku populacja ówczesnej gminy wynosiła 169 mieszkańców. 
W dniu 1 stycznia 2019 roku z połączenia dwóch ówczesnych gmin – Manderen oraz Ritzing – powstała nowa gmina Manderen-Ritzing. Siedzibą gminy została miejscowość Manderen.